# Nul-één-wet van Kolmogorov
De Nul-één-wet van Kolmogorov is een wiskundige stelling in de kansrekening over de mogelijke kansen op bepaalde limieten. De wet behoort tot de nul-één-wetten en beschrijft een klasse van gebeurtenissen die bijna zeker (met kans 1) of bijna nooit (met kans 0) optreden. De wet is genoemd naar Andrey Kolmogorov.

## Stelling
Zij {\displaystyle (\Omega ,{\mathcal {A}},P)} een kansruimte en {\displaystyle ({\mathcal {A}}_{n})_{n\in \mathbb {N} }} een rij σ-algebra's in {\displaystyle {\mathcal {A}}}, dat wil zeggen {\displaystyle {\mathcal {A}}_{n}\subseteq {\mathcal {A}}} voor alle {\displaystyle n\in \mathbb {N} }. Als de σ-algebra's {\displaystyle {\mathcal {A}}_{n}} onderling onafhankelijk zijn, is de staart-σ-algebra {\displaystyle {\mathcal {T}}} van de rij {\displaystyle ({\mathcal {A}}_{n})_{n\in \mathbb {N} }} P-triviaal, wat wil zeggen dat voor elke staartgebeurtenis {\displaystyle T\in {\mathcal {T}}} geldt: {\displaystyle P(T)=0} of {\displaystyle P(T)=1}.
Analoge uitspraken gelden voor de staart-σ-algebra van een rij onderling onafhankelijke stochastische variabelen, en voor de staart-σ-algebra van een rij onderling onafhankelijke gebeurtenissen.

## Gevolgen
Laat {\displaystyle X_{1},X_{2},\ldots } een rij onderling onafhankelijke stochastische variabelen zijn en {\displaystyle {\mathcal {T}}} de bijbehorende staart-σ-algebra. Gemakkelijk kan bewezen worden dat {\displaystyle \{\omega \mid X_{n}(\omega )\;{\mbox{convergeert voor }}n\to \infty \}\in {\mathcal {T}}}. De rij {\displaystyle (X_{n})_{n\in \mathbb {N} }} convergeert of divergeert dus bijna zeker. Als in het geval van convergentie {\displaystyle X} de limiet is, dan kan aangetoond worden dat {\displaystyle X} een {\displaystyle {\mathcal {T}}}-meetbare stochastische variabele is. Omdat {\displaystyle \sigma ({\mathcal {T}})} triviaal is, moet {\displaystyle X} noodzakelijk constant zijn.
Bovendien kan via de Nul-één-wet van Kolmogorov, de Nul-één-wet van Hewitt-Savage afgeleid worden.